# Греко-Бактрійське царство
Греко-Бактрійське царство (грец. Βασιλεία τῆς Βακτριανῆς, трансліт. Basileía tês Baktrianês, досл. «Бактрійське царство») — елліністична держава, що утворилася на території Бактрії і Согдіани в результаті розпаду імперії Селевкідів. Проіснувало одне сторіччя з 250 до н. е. до 125 до н. е. Занепало під ударами тохарів, проте перед загибеллю дало початок своєму дочірньому утворенню — Індо-Грецькому царству.

## Історія

### Становлення
Діодот, сатрап Бактрії (і, ймовірно довколишніх провінцій) заснував Греко-Бактрійське царство коли він відокремився від імперії Селевкідів близько 250 р. до н. е. (за різними джерелами 255 до н. е. — 246 до н. е.) і став царем Діодотом І Бактрійським.
Нове царство, мало високий рівень урбанізації та вважалося одним з найбагатших на Сході, тому мало великий потенціал територіальної експансії на схід і на захід.
У 247 р. до н. е., імперія Птолемеїв захопили столицю Селевкідів, Антіохію. В результаті вакууму влади, сатрап Парфії Андрагор проголосив незалежність від Селевкідів, оголосивши себе царем. Десять років по тому, він був переможений і убитий Аршаком Парфійським, що призвело до виникнення Парфянської держави. Ця подія відрізала Бактрію від контактів з грецьким світом. Торгівля між елліністичним Єгиптом і Бактрією суходолом вельми занепала, в той час, як морська торгівля зазнала розвиток.
Діодоту І успадковував його син Діодот II, що вступив у союз з парфянським Аршаком в його боротьбі проти Селевка II.

### Повалення Діодота II
Пропарфянська позиція (союз з варварами) викликала невдоволення греко-македонських військових кіл всередині Бактрії, в результаті чого Бактрійський намісник Согдіани Євтидем I здійснив у 225 р. до н. е. державний переворот і став царем.

### Вторгнення Селевкідів
Тим часом Селевкідський правитель Антіох III, розбивши парфян і примусивши парфянського царя Артабана I визнати себе залежним від Селевкідів, у 208 р. до н. е. в битві при Арії завдав поразки десятитисячній кінноті Евтидема і обложив столицю Бактрії. Облога тривала близько двох років. У 206 р. до н. е. Евтидем уклав союз з Антіохом III для спільної боротьби проти варварських орд. Союз був скріплений династичним шлюбом сина Евтидема Деметрія з дочкою Антіоха III.

### Експансія

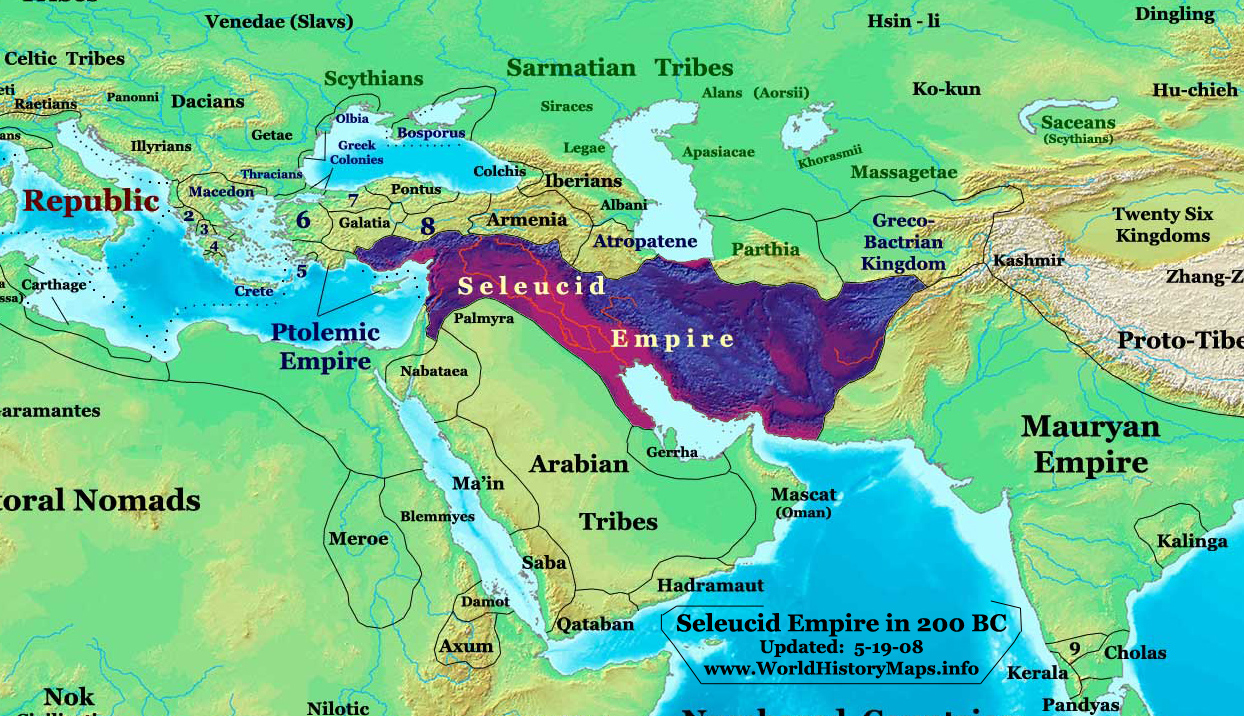
Імперія Селевкидів і Греко-Бактрійське царство у 200 році до н. е.

Після відходу армії Селевкідів, Греко-Бактрійське царство пристало до експансії. На заході це північно-східній Іран, можливо, було поглинено, через те що Парфія, була переможена Антіохом Великим. Ці території, можливо, збігаються з Бактрійськими сатрапіями Тапурія і Траксанія.

### Контакти з Китаєм
На півночі, Евтидем підкорив Согдіану і Фергану, і є ознаки, що з Александрії Далекосхідної греко-бактрійці мали експедиції у Кашгар і Урумчі на терен Східного Туркестану, що призвело до перших відомих контактів між Китаєм і Заходом близько 220 року до н. е. Кілька статуеток та зображень грецьких солдатів були знайдені на північ від Тянь-Шаню.

### Контакти з Індією
Скориставшись ослабленням імперії Маур'їв і похідними від цього, релігійними заворушеннями між буддистами і індуїстами, Деметрій в 180 році до н. е. перетинає Гіндукуш і вторгається в долину річки Інд, яку до того часу контролює індуїстська династія Шунга. У результаті військового походу під його владою виявляються території Арахозії і Пенджабу. Греко-Бактрійське царство надає підтримку буддизму, що призводить появи вигадливого явища греко-буддизму. Занадто сильний акцент на індійському напрямку привів до консервативного військового заколоту Евкратиду, який заснував третю династію бактрійських царів. Від Бактрії незабаром відпало буддійське Індо-Грецьке царство, очолюване евтидемідом Менандром I. Незабаром від Бактрії відокремилася Согдіана, що увійшла пізніше до складу Хорезма. Приблизно в цей же час парфянський цар Мітрідат I захопив Маргіані. Власне Бактрія була завойована войовничими кочівниками тохари. Місто Ай-Ханум було повністю спалено і знищено у 140 до н. е., і далі вже не було відновлено.

### Вторгнення кочівників
Перша навала Юечжі

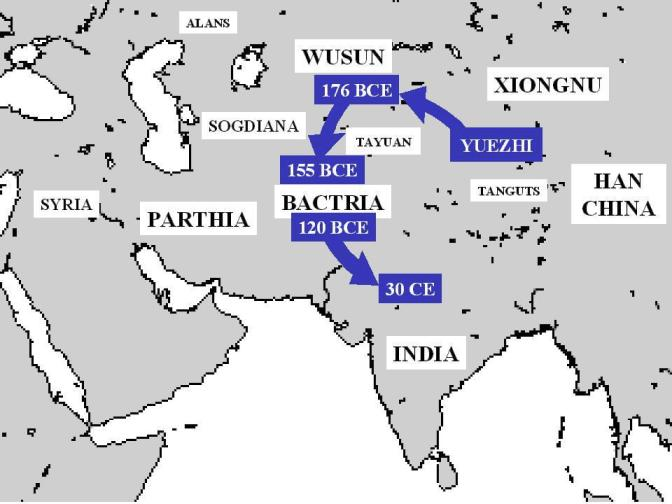
Міграція Юечжів через Центральну Азію, у 176 до н. е. — 30 по н. е.

За літописом хань, після нищівної поразки у 162 р. до н. е. від хунну, кочові племена юечжі втекли з Таримської западини на захід, перетнувши сусідню міську цивілізацію «Даюань» (ймовірно, грецькі володіння у Фергані), і зайняли терен на північ від Оксу (Аму-Дар'я) в сучасному Казахстані і Узбекистані, в північній частині території Греко-Бактрії.
Напад скіфів
Близько 140 р. до н. е., східні скіфи (саки), зазнаючі тиск прямуючих до півдня юечжі розпочали низку вторгнень у різні частини Парфії та Бактрії. Їм вдалося перемогти та вбити парфянського царя Фраата II сина Мітрідата I, що мав під владою грецькі наймані війська (війська він придбав під час перемоги над Антіохом VII). Знову ж у 123 р. до н. е., наступник Фраату, його дядько Артабан II був убитий скіфами
Друга навала Юечжі (120 до н. е.)
Коли Чжан Цянь відвідав юечжі у 126 р. до н. е., намагаючись отримати союз для боротьби з хунну, він зазначив, що Юечжі кочували на північ від Оксу й мали під їх впливом територію на південь від Оксу, що є колишній терен Бактрії.
За словами Чжан Цянь, Юечжі мали значні війська 100 000–200 000 кінних лучників, озброєних на кшталт хунну, які, ймовірно, легко перемогли Греко-Бактрійські війська (у 208 р. до н. е., коли Греко-Бактрійський цар Евтидем I протистояв навалі царя Селевкідів Антіоху III Великого, він мав лише 10 000 вершників). Чжан Цянь фактично відвідав Бактрію (Даксія китайською мовою) у 126 р. до н. е., і зображує країну, яка була повністю деморалізована і чия політична система зникла, хоча її міська інфраструктура залишилася:
«Даксія (Бактрія) розташована у 2 000 лі на південний захід від Даюань, на південь від Оксу. Тубільці є дехканами і мають міста і будинки. Їх звичаї, як у Даюань. Вони не мають унійного керманича, проте кілька дрібних начальників керують різними містами. Тубільці вельми кепсько розуміються у зброї та уникають військового конфлікту, проте вони файно розуміються на комерції. Населення країни велике, має мешканців біля 1 000 000 осіб. Столиця — Ланши (Бактри), яке має ринок, де всі види товарів продаються і купуються».
Юечжі розпочали наступ на південь Бактрії близько 120 року до н. е., мабуть далі витіснені почавшими наступ з північної усуні. Можливо, вони знову завдали тиск на скіфські племена, що попрямували до Індії, де вони згадуються як індо-скіфи.
Приблизно в той же час цар Геліокл I відмовився від Бактрії та переніс свою столицю до Кабулу, звідки він керував його індійськими володіннями. Залишивши території Бактрії, він технічно став останнім греко-бактрійським царем, хоча деякі з його нащадків, переходять Гіндукуш, що стане у майбутті західною частиною Індо-Грецького царства. Останній з цих «західних» індо-грецьких царів, Гермеус, керував близько до 70 р. до н. е., коли Юечжі знову вторглися на його територію з Паропамісади (у той час, як «східні» індо-грецькі царі продовжували правити приблизно до 10 до н. е. на терені Пенджабу).
В цілому, Юечжі залишилися в Бактрії понад століття. Вони зазнали еллінізації певною мірою — засвоїли грецьку абетку, задля транскрипції своєї іранської мови, і залишили численні монети, викарбувані у стилі Греко-Бактрійських царів, з текстом грецькою мовою.
Близько 12 р. до Р. Х. Юечжі рушили далі на північ Індії, де вони заснували Кушанське царство.

## Населення
Населення греко-бактрійського царства було неоднорідним. У містах мешкали переважно грецькі і македонські колоністи, залишені ще Олександром Македонським і першими Селевкідами. У сільській місцевості більшість населення становили бактрійці, согдійці, саки, массагети, індійські народності, невеликі громади грецьких поселенців в клерухіях.

## Устрій
Усі політична, військова, судова влада належала царю (басілевсу). Царство було поділено на сатрапії, кількість та розміри яких змінювалися протягом існування держави. Сатрап мав військову (як стратег) і адміністративну владу. До його юрисдикції могли входити поліси, катойкії (військові поселення), окремі фурархії (фортеці на чолі із фурархом), сільські громади і клерухії. В залежності від соціального статусу жителі цих місць були зобов'язані нести повинності військового і громадянського характеру. Сатрапії також поділялися на мериди (округи) на чолі із меридархами.

## Суспільство
Нечисленні, але маючі передові військові технології (гетайри, фаланга, бойові слони) греко-македонські колоністи («іонака») займали військові й адміністративні посади. Деякі з цих бактрійців обіймали другорядні адміністративні посади.
У Бактрії виявили той факт, що численні другорядні міста розвинулися в елліністичний період, що зробило цей регіон «країною тисячі міст», описаною Страбоном. Ці поселення часто розташовувалися на головних дорогах, поблизу водних шляхів, служили адміністративними та економічними центрами, а іноді мали переважно військове призначення. 

## Економіка
Основу економіки становив транзит Великого шовкового шляху, що зароджувався, і видобуток золота. Зберігалось традиційне зрошувальне землеробство.
Розвинені були ремесла. У кераміці виразно простежується процес бактрійсько-грецької синкретизації: споконвічно давньогрецької гончарної продукції (фіал, «рибна страва», аск, кратер, амфора) і бактрійський посуд «банкової» форми, деяких типів кухонний та господарський посуд. Давньогрецька класична кераміка в місцевих умовах зазнає низки змін, прийомів їх обробки (штамповий орнамент, часткове ангобування), набуває поширення графіті на судинах. Втім орнамент не отрмиав настільки широкого застосування як в інших елліністичних державах. Найбільш простим орнаментом було нанесення концентричних та хвилястих ліній гострим інструментом по сирій глині. На великих тарних судинах, зокрема хумах відзначені пальцеві вм'ятини та вдавлення, які, судячи по всьому, продовжують традицію декоративного оформлення великих судин попередніх епох. Крім того, споконвічно східними залишаються способи формування та прийоми декоративного оформлення (простий орнамент, ангобування).
Імпортували вино з Родосу й оливкову олію з Держави Селевкідів.

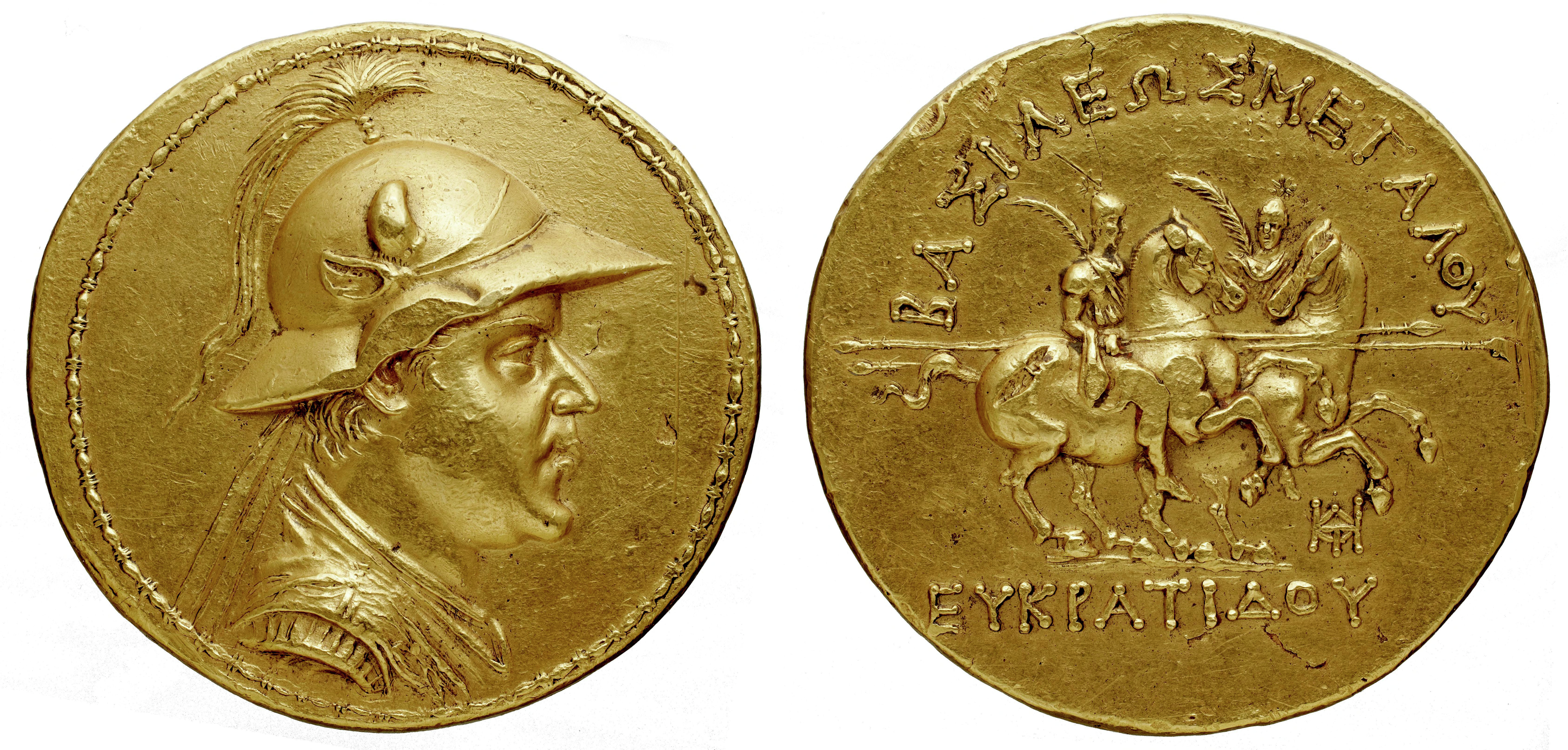
Монета Євкратида I

Деякі греко-бактрійські монети вважаються найкращими зразками грецького нумізматичного мистецтва з «гарним поєднанням реалізму та ідеалізації», включаючи найбільші монети, що карбувалися в елліністичному світі: найбільшу золоту монету карбував Євкратид I. Портрети демонструють високий рівень деталізації, деякі царі посміхаються, тоді як інші старіють протягом свого правління, навіть зображуючи старість на своїх монетах. Такі реалістичні зображення на монетах, здається, були дуже важливими для греко-бактрійських царів, які хотіли продемонструвати свою індивідуальність. 
При карбуванні використовувалися різні металеві сплави. Греко-бактрійці були першими у світі, хто випустив монети з мідно-нікелевого сплаву (співвідношення 75:25). 

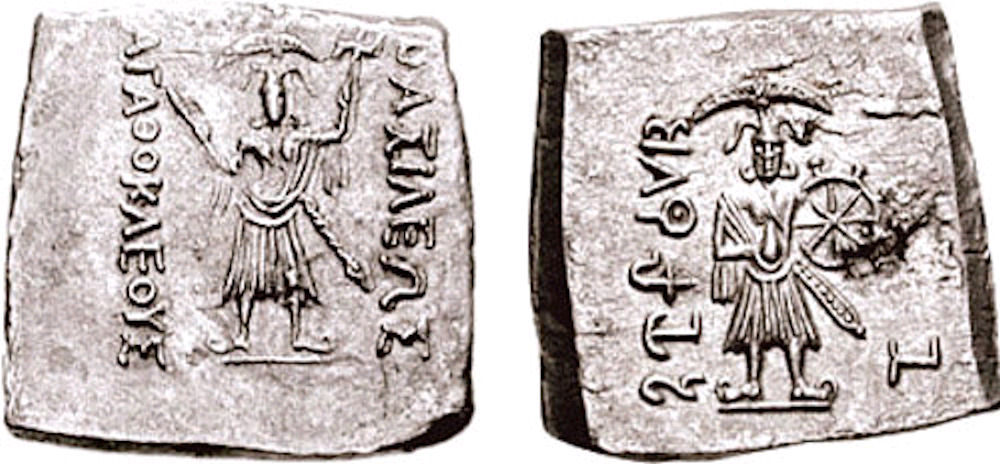
Срібні драхми Агафокла

Характерен також випуск двомовних монет з давньогрецькою мовою на аверсі та палі письмом харошті або брахмі на реверсі. Також зображено буддійські символи та деякі індуїстські божеств. Цей синкретичний дизайн вперше був запроваджений після того, як цар Деметрій I завоював території Індостану. Один з останніх греко-бактрійських царів Агафокл випустив чудові квадратні срібні драхми індійського зразка з першими відомими зображеннями індійських божеств, яких по-різному інтерпретували як Вішну, Шиву, Васудеву, Будду або Балараму.

## Військо
Армія була багатоетнічною силою, де грецькі колоністи складали значну частину піхоти у вигляді фаланги, підтримуваних легкими піхотними підрозділами місцевих бактрійців та найманцями-туреофорами, озброєними списами. 
Кіннота була дуже великою для елліністичної армії та складалася переважно з місцевих бактрійців, согдійців та інших індо-іранських легких вершників. Полібій згадує 10 000 вершників у битві на річці Арій у 208 році до н.е. Також включала підрозділи важкоброньованих катафрактаріїв та невеликі елітні підрозділи супровідної кавалерії. 
Третім родом військ були бойові слони, яких на деяких монетах зображують з вежею (торакіоном), в якій розміщувалися чоловіки, озброєні луками та списами. Ця сила зростала, оскільки Греко-Бактрійське царство розширювалося в Індію, і була широко зображена на греко-бактрійських монетах. 
Інші підрозділи бактрійської армії включали найманців з різних навколишніх народів, таких як скіфи, дахи, індійці.
Також в ключових місцях царства розташовувалися фортеці (фрурії).

## Вірування
Релігія колоністів (давньогрецька релігія) відрізнялася від релігії місцевого населення (зороастризм, ведійська релігія). Це основні давньогрецькі божества: Зевс, Посейдон, Геракл, Діоскури, Артеміда, Афіна. Обмежена інформація вказує на наявність місцевих культів корінного походження: дві статуетки богині, знайдені в Александрії Есхаті, можуть представляти негрецьких божеств родючості, а статуя Марсія з Тахт-і-Сангіна, здається, зображує обожнену річку Окс. Також відбувався синкретизм, характерний для елліністичного періоду, зокрема, Зевса поєднувався з Мітрою, а Артеміда - Анаїт.

## Культура
Греко-бактрійці були відомі своїм високим рівнем елліністичної вишуканості та підтримували регулярні контакти як із Середземномор'ям, так і з сусідньою Індією. Вони дбайливо зберігали свою елліністичну культуру (гимнасії, театр, палестра, мегарон, скульптура, вакханалії). 
Міста, такі як Александрія Оксіанська та Бактри, де було знайдено елліністичні залишки, демонструють витончену елліністичну міську культуру. Було виявлено багато інших греко-бактрійських міст, наприклад, Александрія Есхата, Евкратидія, Амфіполіс, Кампір-Тепе (розташований на правому березі Амудар'ї), Саксанохур, Тахт-і Сангін, Дальверзін-Тепе (за 40 км на північний захід від Бактри), Тарміта Деметріада. Клеархом із Сол, залишив напис в Александрії Есхаті, в якому згадуються дельфійські сентенції, що свідчить про те, що давньогрецька культура була сформована в цих місцях.
Вважається, що Александрія Есхата, можливо, була одним з головних культурних центрів у передачі елліністичного художнього впливу в Індію, наприклад, у створенні Колон Ашоки або виготовленні квазііонічної капітелі Паталіпутри, що було здійснено після заснування Александрії.
Віталася еллінізація місцевого іраномовного населення (предків пуштунів), яка, втім, була безуспішна. Проте, археологи знаходять сліди греко-бактрійського впливу в західному Китаї (геометричний орнамент, статуетки грецьких солдатів).
Разом з тим, греко-македонське населення, активно вбирало елементи східної мудрості, породивши ефект греко-буддизму. У II столітті християнський автор Климент Олександрійський свідчить про існування буддистів (сарманів, грец.: «Σαρμάναι») серед бактрійців (у цей час «бактрійцями» називалися східні греки), і говорить про їх вплив на грецьку думку («Стромата», книга I, частина XV). 

### Архітектура

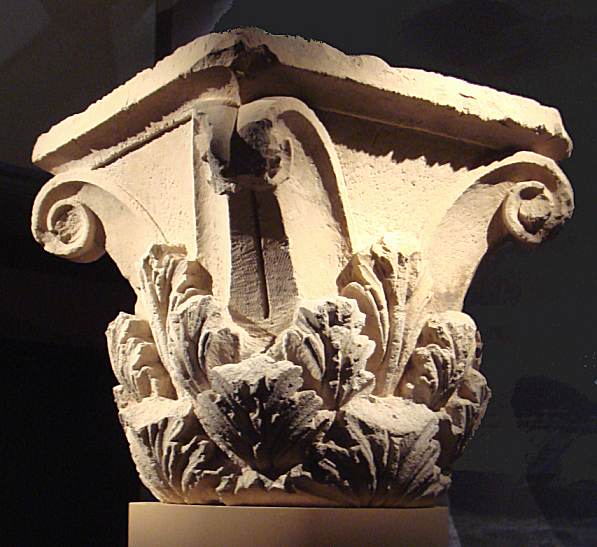
Коринфський капітель. Александрія Есхата

Розвитку набула архітектура. Головний храм Александрії Есхати, можливо, присвячений Зевсу-Мітрі, мав зовнішнє оздоблення зі ступінчастих ніш (поширених у Месопотамії) та являв собою квадратну будівлю, побудовану на ступінчастому подіумі, що складалася з вестибюля, що відкривала на целлу, в якій знаходилася статуя божества, шанованого в храмі, фрагмент стопи якої, вирізьблений у давньогрецькому стилі, було виявлено. Інший храм, розташований на акрополі, складався з відкритої платформи з вівтарем, що є типово іранською спорудою. Храм міста Дільбергіне-Тепе було прикрашено фресками, що зображують Діоскурів, яких там шанували, також мав східний вигляд. Серед скульптурних декоративних архітектурних елементів є переосмислені капітелі коринфського типу (з використанням волют, запозичених зі східних моделей) та антефікси з мотивами пальмет або крил.

### Мистецтво

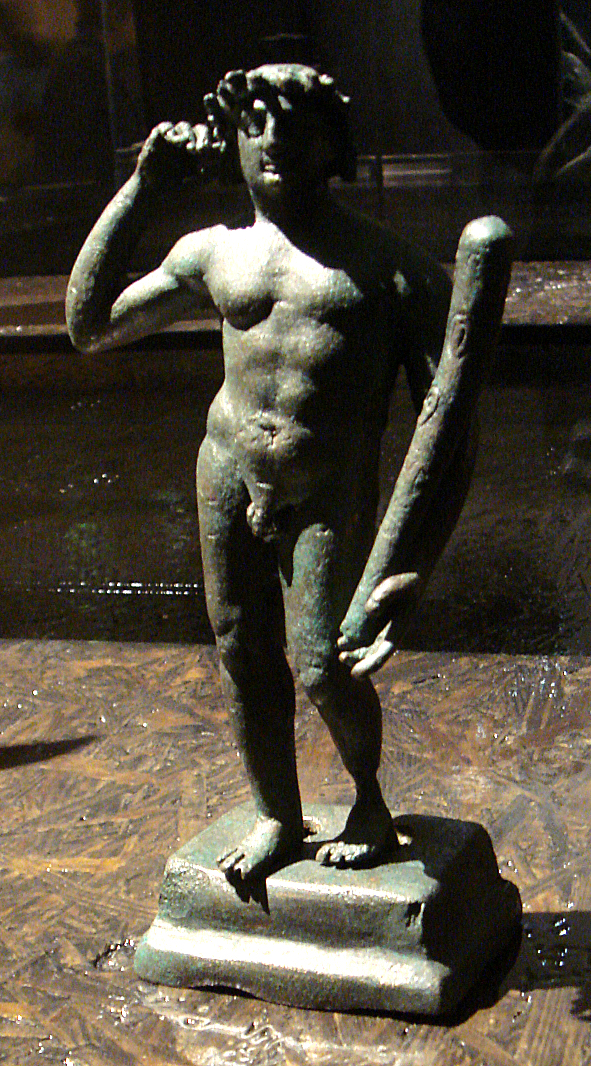
Бронзова статуя Геракла

Стиль грекобактрійської скульптури більше схожий на стилю пізнього класичного, ніж елліністичного періоду, безсумнівно тому, що царство було відрізано від середземноморських центрів мистецтва цього періоду та зберегло давніші традиції. Під час розкопок у Александрії Есхаті та Бактрах було знайдено залишки класичних коринфських колон, а також різні скульптурні фрагменти. Зокрема, було виявлено величезний фрагмент стопи у чудовому елліністичному стилі, який, за оцінками, належав статуї заввишки 5–6 м.  Кам'яні скульптури мають помірний розмір, в яких дуже очевидна прагнення до реалізму в анатомічному зображенні, характерне для класичного періоду. Серед найвизначніших робіт є статуя оголеного юнака у вінку з листя або бюст бородатого старого, що вінчає колону. Поява скульптури з сирої глини та штукатурки на дерев'яній або свинцевій рамі, яка використовувалася для створення статуй або рельєфів, є унікальною особливістю цього періоду, який заклав основи греко-буддійської скульптури. Зокрема, це дозволило створювати портрети у формі надзвичайно реалістичних бюстів та погребальних стел. Бронзові статуї трапляються рідше серед знахідок.
Фрагменти мозаїки з Александрії Есхати особливо відображають це використання архаїчних технік, оскільки вони складаються з простих, дрібних, двоколірних розписаних камінців, замурованих у розчин, а створені мотиви дуже зазвичай не деталізовано. 
Також засвідчено численні форми мистецтва: декоративні чаші з темного сланцю, різьблені предмети зі слонової кістки (елементи меблів, рукояті кинджалів тощо), ювелірні вироби або навіть срібна табличка з позолоченими елементами, що зображує богиню Кібелу на колісниці, у рідкісному східному стилі, який виділяється серед решти греко-бактрійського мистецтва.

### Письмо і мова
На території Греко-Бактрійського царства використовувалася грецька, а також арамейська абетка. Написи зі святилища Тахт-і-Сангін свідчать про те, що грецька абетка використовувався для транскрипції слів бактрійською мовою. Наслідом еллінізації народної мови є багатий пласт грецьких слів у афганській мові (пушту) й малочисельних мовах Бадахшану.

## Ресурси Інтернету
- Greco-Bactrian and Indo-Greek Kingdoms in Ancient Texts(англ.)
- Some new hypotheses on the Greco-Bactrian and Indo-Greek kingdoms by Antoine Simonin(англ.)
- Catalogue of Greco-Bactrian and Indo-Greek Coins [Архівовано 29 вересня 2014 у Wayback Machine.](англ.)